# Pimia rhamnoides
Pimia rhamnoides är en malvaväxtart som beskrevs av Berthold Carl Seemann. Pimia rhamnoides ingår i släktet Pimia och familjen malvaväxter. Inga underarter finns listade i Catalogue of Life.